# Lectrides parilis
Lectrides parilis är en nattsländeart som beskrevs av Arturs Neboiss 1982. Lectrides parilis ingår i släktet Lectrides och familjen långhornssländor. Inga underarter finns listade i Catalogue of Life.